# Lijst van rivieren in Thailand
In dit artikel staan alle rivieren in Thailand vermeld. De Mekong, de Salween en de Golok zijn grensrivieren en stromen niet door Thailand. De Mekong vormt deels de grens van Thailand met Laos, de Salween met Myanmar en de Golok met Maleisië. Het Thaise woord voor rivier is mae nam wat moeder water betekent.

## Centraal-Thailand
- Bang Pakong (294 km), komt uit in de Golf van Thailand
- Khwae Yai (grote Kwai), komt uit in de Mae Klong
- Khwae Noi (kleine Kwai), komt uit in de Mae Klong
- Lopburi (95 km), komt uit in de Chao Phraya
- Mae Klong (132 km), komt uit in de Golf van Thailand
- Menam (Chao Phraya) (365 km), komt uit in de Golf van Thailand
- Nakhon Nayok (110 km), komt uit in de Bang Pakong
- Pa Sak (513 km), komt uit in de Chao Phraya
- Petch (170 km), komt uit in de Golf van Thailand
- Pranburi (130 km), komt uit in de Golf van Thailand
- Tha Chin, komt uit in de Golf van Thailand

## Noordoost-Thailand
- Chi (442 km), komt uit in de Mun
- Loei, komt uit in de Mekong
- Mun (673 km), komt uit in de Mekong
- Songkhram, komt uit in de Mekong

## Noord-Thailand
- Ing (190 km), komt uit in de Mekong
- Kok (285 km), komt uit in de Mekong
- Nan (627 km), komt uit in de Chao Phraya
- Pai, komt uit in de Salween
- Ping (590 km), komt uit in de Chao Phraya
- Wang (335 km), komt uit in de Ping
- Yaum, komt uit in de Salween
- Yom (555 km), komt uit in de Nan

## Zuid-Thailand
- Pattani (214 km), komt uit in de Golf van Thailand
- Ta Pee (165 km), komt uit in de Golf van Thailand
- Saiburi, komt uit in de Golf van Thailand